# Tešedíkovo
Tešedíkovo (historicky slovensky a maďarsky Pered, německy Pradendorf) je obec na Slovensku v okrese Šaľa. Žije v něm přibližně 3 600 obyvatel.

## Pamětihodnosti
- Klasicistní římskokatolický kostel svatého Jana Křtitele vybudovaný v letech 1816–1820.
- Pomník bitvy u Peredu, která se odehrála 21. června 1849 během maďarské revoluce 1848–1849, byl postaven v roce 1869 na náklady bratislavské župy domobranců.
- V katastrálním území obce leží přírodní památky Bystré a Čierne jazierko.